# Tavo Burat
Gustavo Buratti Zanchi, conhecido por Tavo Burat (Stezzano, 22 de maio de 1932 - Biella, 8 de dezembro de 2009) foi um jornalista e escritor italiano, estudioso das minorias linguísticas. Ele foi, também, professor de Língua francesa de 1968 até 1994.

## Biografia
Nascido em Stezzano, numa família valdense, em 1932, formou-se em Direito, defendendo uma tese sobre o Direito no Cantão dos Grisões.
Fundou e foi o primeiro diretor da revista piemontesa La slòira. Foi também diretor da revista ALP de 1974 até 2009.
Em 1974 quiz imaugurar em cima do Monte Rubello]] um monumento dedicado à Frei Dolcino. No encontre, foi convidado Dario Fo e partecipara quase dezmil pessoas.
Foi conselheiro municipal em Biella de 1956 até 1994 e assessor da Comunità montana Bassa Valle Elvo de 1970 até 1993. Foi também conselheiro nacional da Federazione Italiana dei Verdi de 2000 até 2009.
Culturalmente, foi coordenador do Centro studi dolciniani de 1974 até 2009 e fundador do Consiglio federativo della Resistenza di Biella.
Tavo Burat faleceu em 2009

## Trabalhos

### Em Italiano
- 1957: Diritto pubblico nel Cantone dei Grigioni
- 1974: La situazione giuridica delle minoranze linguistiche in Italia, em I diritti delle minoranze etnico-linguistiche
- 1976: In difesa degli altri, em U. Bernardi, Le mille culture, Comunità locali e partecipazione politica
- 1981: Decolonizzare le Alpi, em Prospettive dell’arco alpino
- 1989: Carlo Antonio Gastaldi. Un operaio biellese brigante dei Borboni
- 1997: Federalismo e autonomie. Comunità e bioregioni
- 2000: Fra Dolcino e gli Apostolici tra eresia, rivolta e roghi
- 2002: L'anarchia cristiana di Fra Dolcino e Margherita (Ed. Leone & Griffa)
- 2004: Eretici dimenticati. Dal Medioevo alla modernità (Ed. DeriveApprodi)
- 2006: Banditi e ribelli dimenticati. Storie di irriducibili al futuro che viene (Ed. Lampi di Stampa)
- 2012 (pos mortem): Dalla parte di chi resiste. Gli scritti di Gustavo Buratti per "L'Impegno", en colaboração com Marcello Vaudano, Varallo, Istituto per la storia della Resistenza e della società contemporanea nel Biellese, nel Vercellese e in Valsesia
- 2013 (post mortem): Fra Dolcino e Margherita : tra messianesimo egualitario e resistenza montanara, [S.l.], Tabor

### Em Piemontês
- 1979: Finagi (Ca dë studi piemontèis)
- 2005: Lassomse nen tajé la lenga, (ALP)
- 2008: Poesìe, (Ca dë studi piemontèis)